# Alfred Jansson (konstnär)
Alfred Jansson, född 11 december 1863 i Kil Värmland, död 4 september 1931 i Chicago, var en svensk-amerikansk målare. 
Jansson studerade konst i Stockholm, Oslo och Paris. Han utvandrade 1889 till Amerika och bosatte sig i Chicago. Han har medverkat i ett stort antal utställningar i Amerika bland annat på Art Institute of Chicago 1912 där han tilldelades det Rosenwaldska priset, på Philadelphia Academy of Fine Arts, på National Academy of Design i New York samt i ett flertal av föreningen Swedish-Artist of Chicago utställningar. Han medverkade även i den amerikanska vandringsutställningen som visades i Sverige 1920.     
Bland Janssons offentliga arbeten märks ett antal fresker för den officiella svenska paviljongen på världsutställningen i Chicago 1893.
Hans konst består av landskap företrädesvis från Chicago omgivningar ofta i vinterskrud.
Jansson är representerad på Nationalmuseum med målningen Parklandskap i solnedgång och på Smålands museum i Växjö med målningen Snösamt på amerikanska museer.